# 限界収益
限界収益（げんかいしゅうえき、Marginal revenue (or marginal benefit)）は、ミクロ経済における概念の1つで、生産量を僅かだけ増加させたときの、総収益の増加分のこと。
生産量をq、総収益をRとすれば、限界収益は dR/dq で表される。
市場においては、価格は限界費用と限界収益の一致点から導かれる。